# Thousand Swords
Thousand Swords ist das zweite Album der polnischen NSBM-/Pagan-Metal-Band Graveland. Es wurde 1995 von Lethal Records veröffentlicht.

## Entstehung
Das Album wurde im Dezember 1994 im Tuba-Studio in Breslau aufgenommen, wobei Grzegorz Czachor die Band beim Abmischen und als Toningenieur unterstützte.
Nachdem Graveland auf Grund von antisemitischen, rechtsextremen Aussagen von Lethal Records aus ihrem Vertrag entlassen wurden, veröffentlichte Darken das Album zunächst als MC auf seinem Label Isengard Production und hetzte im Beiheft gegen die angeblich jüdischen Plattenfirmen Osmose Productions, Lethal Records und Nuclear Blast. Darken wechselte später zu No Colours Records, auf dem ab 1999 ein Digipak erhältlich war. Weitere Neuveröffentlichungen folgten sowohl auf CD als auch als LP.
Im August 2014 wurde eine Rehearsalversion des Albums ohne Gesang und Keyboards unter dem Titel Resharpening Thousand Swords auf Kassette veröffentlicht.

## Titelliste
Musik und Texte von Darken, Intro von Karcharoth.
- Intro – 01:35
- Blood of Christians on My Sword – 08:05
- Thousand Swords – 06:32
- The Dark Battlefield – 07:57
- The Time of Revenge – 04:50
- Born for War – 08:31
- Black Metal War – 01:42
- To Die in Fight – 05:41
- Outro – 02:01

## Gestaltung
Das Cover zeigt eine von Raborym aufgenommene Schwarzweißphotographie von Darken im Wald, der Corpsepaint, Schwert, Schild und Rüstung trägt.

## Musikstil
Mit Thousand Swords geht die Band stilistisch in die Richtung ihrer späteren Pagan-Metal-Alben, die Veröffentlichungen stellt ein Zwischenglied zwischen dem vom skandinavischen Black Metal inspirierten Stil der frühen Graveland-Veröffentlichungen und dem Stil des Nachfolgers Following the Voice of Blood dar.
Das Album beginnt mit einem „hymnischen“ Intro aus einer verzerrten Gitarre zu einem beständigen Tomtom-Rhythmus, begleitet von einer akustischen Gitarre; das Intro geht fließend in das erste richtige Lied Blood of Christians on My Sword über. Auf dem Album werden immer wieder Folk-Elemente eingesetzt, die je nach Besprechung als subtil oder als über einen Großteil des Albums anstelle typischer Metal-Riffs eingesetzt und damit gegenüber Ähnlichkeiten zu Burzum und Bathory dominant bezeichnet.
Die Gitarren rücken im Klang des Albums stark in den Hintergrund. Der Gesang ist ein durchgehend gleichbleibendes Krächzen. Am Schlagzeug werden neben aggressiven Passagen Rhythmen eingesetzt, die an das Galoppieren von Pferden erinnern.

## Texte
Die Liedtexte handeln von Schlachten gegen die Christen und weisen patriotische und heidnische, aber keine offen rechtsextremen Bezüge, wie sie ab etwa 1994 von Darken und Capricornus offen vertreten wurden, auf.
In den Liner Notes findet sich jedoch ein Text Darkens mit entsprechenden Inhalten; in diesem bezeichnet er sich als „schwarzen Druiden der Dunkelheit“ und „Krieger des neuen Äons“ und prangert die Dämonisierung der heidnischen Gottheiten und die Zerstörung ihrer Tempel durch die Christen an; diese hätten sein Vaterland für Ausländer geöffnet, die ihr Blut mit dem der Polen gemischt hätten. Darken fordert die Enthauptung des Papstes, einen Anführer, der die Heiden unter dem als „Kreuz mit gebrochenen Armen“ bezeichneten Hakenkreuz vereinigen soll, Rache für die durch die Christen getöteten Heiden und die Verteidigung der südlichen Grenzen gegen die „schwarze Seuche“ und den „Halbmond“, womit er schwarze und muslimische Einwanderer meint.

## Kritiken
Das Album gilt einerseits als Klassiker von Graveland und als beste Veröffentlichung der Band, wurde allerdings mitunter aufgrund der Ideologie nicht besprochen.
Alex Donks bezeichnete Thousand Swords als sehr experimentelles und konzeptuelles Album, als „besten Ausdruck des heidnischen Geistes im Reich des Black Metal“ und als möglicherweise beste Album im Black-Metal-Bereich überhaupt. Der kontinuierliche Einsatz genuiner Folk-Melodien verleihe dem Album eine enorme Kraft, das Werk der Musiker transzendiere „bloße Musik“. Mit dem Einsatz sich wiederholender Leitmotive, narrativer musikalischer Bögen und dramatischer Progression höre man nicht bloß ein Lied, sondern eine musikalische Geschichtenerzählung; damit sei das Album Richard Wagner näher als jeglichem Metal. Indem das Album Riffing, Schlagzeugspiel, Liedaufbau und Produktion, wie sie im Black Metal üblich sind, nahezu vollständig verwerfe, sei es „bahnbrechend“.
Kyle Ward von Sputnikmusic hingegen rät von Thousand Swords ab. Ihm zufolge scheint das Album bei objektivem Hören „kaum mehr als unterdurchschnittlicher Black Metal mit einigen wenigen interessanten Momenten“ zu sein. Darkens schiere Missachtung gegenüber Songwriting und musikalischem Können sei selbst für rohen Black Metal beinahe erstaunlich. Darken sei uninspiriert und habe ein Album geschrieben, auf dem alle Lieder selbst bei genauem Hinhören praktisch gleich klängen. Ward mokierte sich über den Klang des Albums. Der einzige rettende Faktor seien die in den Liedern versteckten, leichten Folk-Elemente, und das Riff, das das Lied Blood of Christians on My Sword einleitet.